# Ryszard Skowronek
Ryszard Skowronek (Polonia, 1 de mayo de 1949) fue un atleta polaco especializado en la prueba de decatlón, en la que consiguió ser campeón europeo en 1974.

## Carrera deportiva
En el Campeonato Europeo de Atletismo de 1974 ganó la medalla de oro en la competición de decatlón, logrando un total de 8207 puntos que fue récord de los campeonatos, superando al francés Yves Leroy y al alemán Guido Kratschmer (bronce con 8132 puntos).